# Dichaetomyia johannis
Dichaetomyia johannis är en tvåvingeart som beskrevs av Adrian C. Pont 1967. Dichaetomyia johannis ingår i släktet Dichaetomyia och familjen husflugor. Inga underarter finns listade i Catalogue of Life.